# 12295 Тассо
12295 Тассо (12295 Tasso) — астероїд головного поясу, відкритий 2 серпня 1991 року.
Тіссеранів параметр щодо Юпітера — 3,485.
Названо на честь Торквато Тассо (італ. Torquato Tasso; 1544 — 1595) — італійського поета та теоретика поетичного мистецтва, найвидатнішого представника італійської літератури пізнього Відродження.